# ベルンハルト・ヴィッキ
ベルンハルト・ヴィッキ（Bernhard Wicki,1919年10月28日 – 2000年1月5日）は、オーストリアの俳優・映画監督。ニーダーエスターライヒ州ザンクト・ペルテン出身。

## 来歴
1950年代から多くの映画に出演したが、監督も手がけ、特に第二次世界大戦中に、町を守るために召集された少年兵たちを描いた映画『橋』は高い評価を得た。
1959年（昭和34年）11月25日から6日間にわたって東京で開催されたドイツ映画祭のため、俳優のトニー・ザイラー、女優のリゼロッテ・プルファー、マルギット・ニュンケらと共に来日。開会式の司会は俳優の三船敏郎が務め、期間中には上記の映画『橋』が上映された（のち、一般公開）。
1982年、ドイツ連邦共和国功労勲章を受章。
1990年、第40回ベルリン国際映画祭で特別功労賞（ベルリナーレ・カメラ賞）（Berlinale Kamera）を受賞。

## 主な映画作品

### 出演
- 白夜の果てに Der Postmeister (1939)
- 最後の橋 Die Letzte Brücke (1954)　-　キネマ旬報ベストテン第5位
- 戦場の叫び Kinder, Mütter und ein General (1955)
- ヒトラー暗殺 Es Geschah Am 20. Juli (1955)
- チューリヒで婚約を[1] Die Zürcher Verlobung (1957)
- 女猫 La Chatte (1958)
- 夜 La Notte (1961)　-　ミケランジェロ・アントニオーニ監督。キネマ旬報ベストテン第8位
- 結婚詐欺師は殺さない Ace Up My Sleeve (1976)
- 愛の絆 Die Gläserne Zelle (1977)
- 左利きの女 Die Linkeshandige Frau (1977)
- SFデス・ブロードキャスト Le Mort En Direct (1980)
- ドイツの恋 Eine Liebe in Deutschland (1983)
- パリ、テキサス Paris, Texas (1984)　-　キネマ旬報ベストテン第6位

### 監督
- 橋 Die Brücke (1959)
- 史上最大の作戦 The Longest Day (1962) ドイツ編
- 訪れ The Visit (1964)　-　イングリッド・バーグマン主演。日本公開は翌1965年。
- モリツリ/南太平洋爆破作戦 Morituri (1965)